# 福岡オリンピック構想
福岡オリンピック構想（ふくおかオリンピックこうそう）は、2016年夏季オリンピックの開催を福岡県福岡市で目指していた構想。2006年の日本オリンピック委員会（JOC）総会での決選投票により、日本からの立候補都市は東京都（2016年東京オリンピック構想）に決定し、開催は実現しなかった。

## 概要
メイン会場は福岡市中央区の須崎ふ頭の福岡競艇場付近におき、メインスタジアム・選手村などを設置し、それ以外のほとんどの競技施設も博多湾沿岸の東区海ノ中道地区、早良区シーサイドももち地区に置き、初めて西日本で開催されるオリンピック（冬季オリンピックを含めても西日本初）として、福岡県外の九州地方にも競技会場に置く予定だった。制作総指揮者に大分出身の磯崎新を迎えていた。
福岡市が2006年4月に発表した計画案では、大会での競技施設数は計37で、そのうち新設が7、既存施設活用が22、特設が8となっていた。
2006年8月25日、福岡市職員の22歳の男性が飲酒運転の末に海の中道大橋で追突事故を起こし、追突された側の自動車がガードレールも弱かったために橋から転落、追突された自動車の5人家族のうち幼い子ども3人が亡くなるという事故（→福岡海の中道大橋飲酒運転事故）を発生させた。福岡市では以前から飲酒運転する職員がいるとして全職員に対し警告を行ったばかりであった。この事故の影響で福岡オリンピック構想で行われるイベントが延期となった。
また、福岡市長である高島宗一郎氏が、ライバルになりそうな札幌市の｢オリンピック予想試算 2兆円弱｣について、｢うちは1000億でやる。札幌市はやる気が無いのだろう｣と発言し、それに対して札幌市側は抗議。翌日、｢総経費と市の負担額を勘違いしてました｣と福岡市側が謝罪する事態もあった。
そして8月30日に行われた国内開催候補地を決める投票において、33対22でライバルであった東京都に敗れた。

## 招致運動の経緯
- 2005年9月22日 - 福岡市議会でオリンピック開催立候補を表明
- 2005年10月13日 - 招致検討委員会設置
- 2006年3月4日 - 招致推進委員会設置
- 2006年4月24日 - JOCに対して「立候補意思表明書」を提出し正式立候補した。
- 2006年8月30日 - 東京都内で行われた国内開催候補地を決める投票で東京都に敗れる（東京都が33票に対し福岡市は22票）。

## 福岡市の財政措置
福岡市が2006年4月14日に発表した計画案によると、新設系の競技施設整備費に630億円、仮設などの競技施設整備費に506億円、交通インフラ整備費に427億円、大会運営関連施設整備費（選手村やプレスセンターなど）に1067億円、須崎地区などの関連事業（埋め立てなど）に2740億円で合計4864億円、うち市の負担は970億円とした。（これとは別に、招致費用が40億円、うち市負担は20億円としていた。）
財政負担は、市の計画案では上記のとおり市負担は970億円であり、残りは国庫の補助金、大会組織委員会経費（チケット収入やスポンサー広告収入など）、そして民間資金を根拠にした。この民間資金については、市の計画案では、市と民間企業が出資して「再開発会社」をつくり、須崎埠頭などの土地を買収し、メインスタジアムや選手村、商業施設を建設し、大会が終わった後、これらの土地・建物を、やはり別の民間企業などでつくる「特定目的会社」（SPC）に売る。選手村や商業施設などは3500戸の住宅やオフィスビルとなり、約67万平米、計2462億円で売却する見通しだった。
民間が予定通りに買わなければ新たに市の税金投入が必要になる計画であることから「財界頼み　危ぶむ声も」（毎日新聞06年4月15日付）などの危惧もあった。
財政危機の中でのオリンピック誘致が影響したのか、2006年11月19日の福岡市長選挙では、自民・公明が推薦した現職の山崎広太郎が、民主党推薦の新人、吉田宏に敗れた。